# American Association of Independent Music
L'American Association of Independent Music, a cui ci si riferisce anche con l'acronimo A2IM è un'associazione di categoria che rappresenta etichette discografiche indipendenti negli Stati Uniti, fondata nel 2005. A2IM ha sede a New York City, con distaccamenti a Nashville, Chicago, California del Nord, California meridionale e nel Nord-ovest Pacifico. Tra gli altri eventi, organizzano i premi annuali Libera Awards.
L'organizzazione è stata preceduta dalla National Association of Independent Record Distributors (Naird) fondata nel 1972, che nel 1997 ha cambiato il suo nome in Association for Independent Music (AFIM), che si è dissolto nel 2004.